# Saldinia boiviniana
Saldinia boiviniana är en måreväxtart som först beskrevs av Henri Ernest Baillon, och fick sitt nu gällande namn av Cornelis Eliza Bertus Bremekamp. Saldinia boiviniana ingår i släktet Saldinia och familjen måreväxter. Inga underarter finns listade i Catalogue of Life.